# 宮本侑芽
宮本侑芽（日语：／ Miyamoto Yume，1997年1月22日—）是日本的女性聲優、演員，福岡縣出身。向日葵劇團所屬。

## 人物
擅長博多腔、唱歌、嘻哈、爵士舞、朗讀。擁有語彙力檢定2級、英語檢定準2級的證照。

## 代演情形
2022年11月14日，所屬事務所宣布宮本侑芽因病休養而限制部分活動，原本由宮本侑芽擔任的角色改由以下聲優代演或接任：
- 白石晴香：《機動戰士GUNDAM 水星的魔女》（妮卡·七浦，S1第10話－12話[3]）

2023年2月21日，所屬事務所宣布宮本侑芽因身體狀況恢復，回歸妮卡·七浦一角發表。

## 演出作品
※粗體字為主要角色。

### 電視連續劇
- 心理醫恭介
- 愛之家〜愛哭鬼阿智與7個孩子〜（井上涼）
- （奈緒的少女時代）
- 武藏 MUSASHI
- 在世界的中心呼喊愛情（智世的女兒·亞紀）
- 導遊小姐陰陽眼（西原聰美）
- 非洲之爪
- 風的盡頭
- 瞳（橫田）
- 又見七瀨（美里）
- 龍馬傳（君江）
- Diron 命運之犬
- 告訴你如何找到夢想
- 靈能力者 小田霧響子的謊言[4]

### 電視劇配音
- 機界戰隊全開者（瑪吉納/全界瑪吉納）
- 大長今（閔曉賢）

### 電視動畫
2003年
- 星際寶貝：動畫系列（英语：Lilo & Stitch: The Series）（妮露）

2005年
- 極速方程式（鈴木茂波（小學生篇））
- 魔女的考驗（瀧川蘇菲亞）
- 蟲師（蟲、繭）

2006年
- Ghost Hunt（森下禮美）
- 蟲師（緒（小孩時代））

2008年
- 道子與哈金
- 魔法人力派遣公司（龍之少女）

2010年
- 料理偶像（安潔（第2代））

2011年
- IS〈Infinite Stratos〉（少女）

2012年
- 坂道上的阿波羅（幸子、女子）

2013年
- GJ部（天使惠[5]）

2014年
- GJ部@（天使惠[6]）

2016年
- 偶像學園STARS！（香澄真晝）

2017年
- 不正經的魔術講師與禁忌教典（魯米亞·汀謝爾[7]）

2018年
- 春原莊的管理員小姐（風見百合[8]）
- SSSS.GRIDMAN（寶多六花[9]）

2019年
- 百慕達三角～多彩田園曲～（亞黛兒[10]）
- 多羅羅（奧羽）
- 偶像學園 on Parade！（香澄真晝）

2020年
- 成群結伴！西頓學園（牝野瞳[11]）
- 異度侵入 ID:INVADED（佳愛琉／飛鳥井木記）
- 〈Infinite Dendrogram〉-無盡連鎖-（蒼龍）
- 昨日之歌（野中晴[12]）
- 球詠（岡田[13]）
- 魔王學院的不適任者～史上最強的魔王始祖，轉生就讀子孫們的學校～（希亞·敏仙）
- 熊熊勇闖異世界（堤露米娜）

2021年
- 奇蛋物語 Wonder Egg Priority（阿波野壽）
- 哥吉拉 奇異點（神野銘）
- 真白之音（前田朱利）
- 瓦尼塔斯的手札（馬理亞）
- 大正處女御伽話（志磨珠子）
- 藍色時期（桑名真紀）

2022年
- 擅長捉弄人的高木同學第三季（小千）
- 怪人開發部的黑井津小姐（阿拉庫涅）
- 朋友遊戲（澤良宜志法[14]）
- 黑之召喚士（莉歐[15]）
- 機動戰士GUNDAM 水星的魔女（妮卡·七浦[16]）
- 孤獨搖滾！（喜多的朋友、學生會長）
- 給不滅的你 Season2（女）

2023年
- 魔王學院的不適任者～史上最強的魔王始祖，轉生就讀子孫們的學校～ II（希亞·敏仙）
- 狩火之王（螢[17]）
- Buddy Daddies 殺手奶爸（小鳥）
- 再得一勝！（葉月優里）
- 熊熊勇闖異世界 PUNCH！（堤露米娜）
- 她去公爵家的理由（萊利娜·麥米倫／花咲凜子[18]）
- 可愛過頭大危機（拉斯塔·柯爾[19]）
- AI電子基因（樋口麗莎[20]）

2024年
- 魔都精兵的奴隸（東日萬凜[21]）
- 金屬口紅（露瓊·雷德斯塔[22]）
- 勇氣爆發Bang Bravern（響·理央[23]）
- 小酒館Basue（小雨[24]）
- 烏鴉不擇主（小梅[25]）
- 小市民系列（仲丸十希子[26]）

2025年
- 這間公司有我喜歡的人（三谷結衣[27]）
- 雖然我是注定沒落的貴族 閒來無事只好來深究魔法（蕾娜[28]）
- 小市民系列（第2期）（仲丸十希子[29]）
- 安妮·雪利（黛安娜·貝瑞[30]）
- 琉璃的寶石（伊萬里曜子[31]）
- 和雨·和你（新[32]）

2026年
- 魔都精兵的奴隸2（東日萬凜[33]）

時期未定

### 劇場版動畫
2007年
- 河童之夏（綾奈）

2009年
- 8月的交響曲

2016年
- 劇場版偶像學園STARS！（香澄真晝）

2020年
- 喬瑟與虎與魚群動畫版（二之宮舞）

2022年
- 劇場版 擅長捉弄人的高木同學（小千）
- 麵包超人：多洛林與妖怪嘉年華（ネコ美）

2023年
- GRIDMAN UNIVERSE（寶多六花）[35]

### OVA
2018年
- 怪獸娘（黑）～奧特怪獸擬人化計劃～（五月的同學）

2019年
- 時光沙漏fragtime（村上遥[36]）

### 網路動畫
2024年
- 餓狼傳：孤狼之道（篠智咲[37]）

### 遊戲
2013年
- （天使惠）

2014年
- 偶像節奏（姬野美雪[38]）

2016年
- 偶像學園STARS！初次魅惑（香澄真晝）

2017年
- 王國之心HD 2.8 Final Chapter Prologue（亞瓦）
- 白貓Project（法娜）

2018年
- 艦隊Collection（峯雲、日進、深海日棲姬）

2021年
- 樂園的異鄉人 最終幻想起源（莎拉公主）

2022年
- 緋染天空 Heaven Burns Red（佐月麻里）

2025年
- 绝区零（奥菲丝·马格努森）

### 廣播連續劇
- NHK-FM廣播連續劇 青春冒險
  - （雉田成子、2011年[39]）

## 外部連結
- 事務所官方簡歷 （页面存档备份，存于）（日語）
- 宮本侑芽的X（前Twitter）

| 前任： 工藤美櫻 （魔進戰隊煌輝者） | 日本超級戰隊系列桃色戰士演員 (聲演) 機界戰隊全開者 2021年3月7日-2022年2月27日 | 繼任： 鈴木浩文 （暴太郎戰隊DON BROTHERS） |